# Shanna Henderson
Shanna Henderson (Auburn, Alabama, 4 de julio de 1990) es una cantante, compositora y actriz estadounidense. Logró su popularidad en la segunda temporada del reality show The Glee Project, siendo la novena eliminada después de cantar la canción Stronger (What Doesn't Kill You), contra Blake Jenner y Aylin Bayramoglu en el episodio "Romanticality".
En agosto de 2015, lanza su primer sencillo de su álbum debut, "Hell or Highwater" bajo el género country, recibiendo críticas favorables por parte de los críticos destacando su potencial vocal.

## Primeros años
Henderson nació el 4 de julio de 1992 en Auburn, Alabama, ella fue criada por sus abuelos en Reeltown, Alabama, debido a que su madre se involucró con las drogas cuando ella era un bebe. Henderson tiene 3 hermanos, su hermana menor se llama Chelsea.En 2010, Shanna ganó el concurso local de canto Auburn ídolo y fue galardonado con un cheque de $ 10,000 de The Hotel at Auburn University.
Shanna ha estado involucrada con el ambiente musical por 17 años. Es una experimentada trombonista y también toca la tuba, además de haberse recuperado recientemente de una cirugía en las cuerdas vocales. Determinada a romper con todos los estereotipos que la rodean en su colegio secundario, Shanna se alistó en programas de deportes como natación, softball y basketball, y también se hizo tiempo para el coro del colegio.Se graduó de la Universidad de Auburn, con especialización en Teatro.

## Carrera profesional

### 2012-2013:  Glee Project y carrera como solista
Henderson audicionó con la canción "Before He Cheats" para la segunda temporada de The Glee Project para poder tener un papel en Glee. Henderson fue elegida por Ryan Murphy como una de las 14 participantes de la competencia. Henderson en su primera semana de competencia logró convencer a la mentora invitada Lea Michele de que fue la mejor al cantar junto a sus compañeros la canción Born This Way logrando tener el papel principal en el video musical y colocarse en el primer lugar de la lista. Henderson fue una de las participantes más destacadas de la competencia.

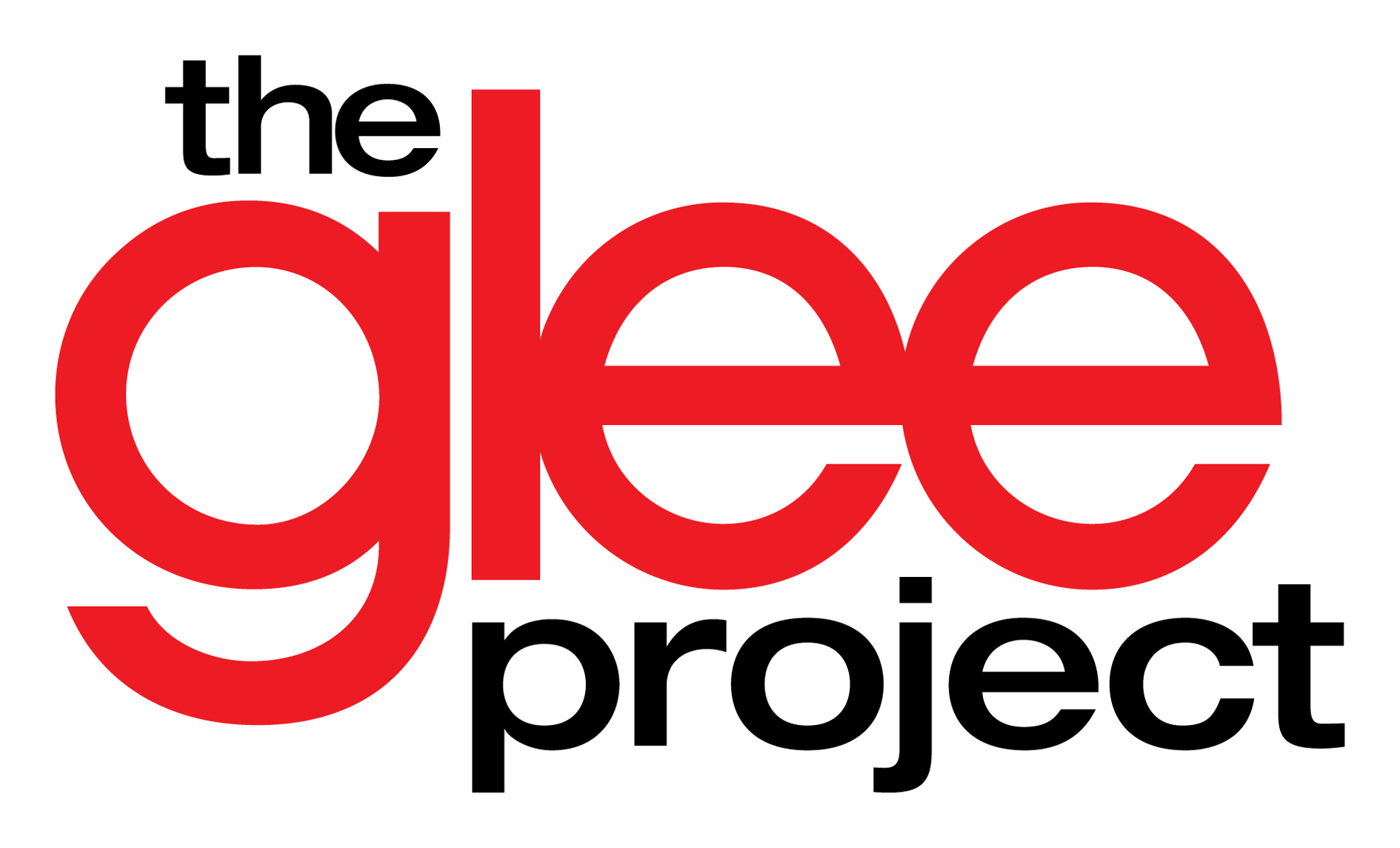
Logo del reality en el que participó Shanna

Finalmente en el episodio 9, Henderson no logró convencer a los jueces que debía seguir en la competencia, así que era la primera vez que debía ir a los "últimos tres",  que era una oportunidad para seguir en la competencia, Henderson fue la última en presentarse y canto la canción Stronger (What Doesn't Kill You) pero no logró convencer a Ryan Murphy de que debía quedarse, fue la novena eliminada y una de las últimas en salir de la competencia.
En el episodio 11 Henderson y todos sus compañeros eliminados fueron invitados para presenciar la final y participar en algunos números musicales excepto en la presentación final donde se definía quien era el ganador. Después de The Glee Project en 2012, en el mes de julio se mudó a Nashville, Tennessee. No mucho tiempo después de mudarse a Ciudad de la Música, comenzó una tutoría con Pat Alger en el Salón de la Fama. Poco después de conocer a Pat, sería presentada a la audiencia de la icónica, Bluebird Café y el Teatro Ford. Con Pat, ella realizó dos canciones autobiográficas que escribieron juntos "Dieatra's Daughter" y "Dear Daddy", así como un dúo de uno de sus éxitos, "The Thunder Rolls".
El 24 de noviembre, Henderson publicó su primer EP Lost Love, que contine 4 canciones, lanzó como sencillo la canción "A Well". Ha cantado en distintos festivales promocionando sus canciones.

### 2014-presente:Broken Things, primer álbum de estudio y otros proyectos
Henderosn en 2014, consiguió el papel de Chase Collier, para su debut en el cine con la película Broken Things junto a Adrienne Wilkinson. También participó de la película de TV/documental, The Heart of Country: How Nashville Became Music City USA, que se estrenó el 7 de noviembre de 2014.
A partir de 2015, Henderson comienza a trabajar en su primer álbum de estudio junto a Pat Alger, Kat Grilli y Emily Rourke. El 10 de agosto de 2015, lanza su primer sencillo denominado "Hell or Highwater", junto con su video oficial en su canal de VEVO. Henderson a explicado que el video se basa en su vida infantil.

## Vida personal
Su madre se involucró con las drogas cuando Henderson era un bebé, ella se enteró de que su mama era adicta a las drogas a la edad de los 5 años. En la escuela la molestaban con este tema llamándola "La Hija Del Crack".
Shanna tiene dos perros uno llamados Oliver y Sophie.

## Participación en The Glee Project

### Episodios
En su participación en The Glee Project participó en los siguientes episodios:
1. Temporada 2 de The Glee Project: Los últimos 14[3]
2. "Individuality" (fue la ganadora de este episodio)[4]
3. "Dance-ability"[5]
4. "Vulnerability"[6]
5. "Sexuality"[7]
6. "Adaptability"[8]
7. "Fearlessness"[9]
8. "Theatricality"[10]
9. "Tenacity"[11]
10. "Romanticality" (en este episodio quedó eliminada)[12]
11. "Glee-ality" (en este episodio fue invitada)[13]

## Filmografía
| Año  | Título                                                    | Personaje     | Notas                     | Ref.   |
| ---- | --------------------------------------------------------- | ------------- | ------------------------- | ------ |
| 2012 | The Glee Project                                          | Participante  | 9º Eliminada              |        |
| 2014 | Broken Things                                             | Chase Collier | Película de TV            | [ 14 ] |
| 2014 | The Heart of Country: How Nashville Became Music City USA | Ella misma    | Película de TV/Documental |        |

## Discografía
| EP - 2012: Lost Love Álbumes de estudio - 2016: TBA | Sencillos - "A Well" - "Hell or Highwater" | Otras Canciones - "11/24" - "Burning" - "Knightly" |